# Григор Джинджифилов
Григор Джинджифилов или Джинджифилев е български революционер, деец на Вътрешната македоно-одринска революционна организация, воденски войвода, войвода на чета през Балканската война.

## Биография
Джинджифилов е роден през 1877 година в град Воден, тогава в Османската империя, днес Едеса, Гърция. Завършва ІІІ клас в родния си град. Влиза във ВМОРО и става четник при Димитър Занешев, а по-късно и двамата са подвойводи на Лука Иванов.
При избухването на Балканската война в 1912 година Джинджифилов е доброволец в Македоно-одринското опълчение и е войвода на чета №28 от 12 души, по-късно на Воденската чета. Навлиза в Македония с четата на Евстатий Шкорнов и водят сражение на връх Чавките. Поред освобождават Сборско (14.X), Кронцелево (18.X), Почет (24.X) и други, а до 28.X прочистват от турски части Мъгленско.
| Чета № 28 на МОО с командир Григор Джинджифилов | Чета № 28 на МОО с командир Григор Джинджифилов | Чета № 28 на МОО с командир Григор Джинджифилов | Чета № 28 на МОО с командир Григор Джинджифилов | Чета № 28 на МОО с командир Григор Джинджифилов | Чета № 28 на МОО с командир Григор Джинджифилов |
| Номер                                           | Име                                             | Години                                          | Околия                                          | Селище                                          | Бележка                                         |
| ----------------------------------------------- | ----------------------------------------------- | ----------------------------------------------- | ----------------------------------------------- | ----------------------------------------------- | ----------------------------------------------- |
|                                                 | Александър (Алекси) Саракинов                   | 25 (26)                                         | Лъгадинско                                      | Сухо                                            |                                                 |
|                                                 | Атанас Николов                                  | 41                                              | Воденско                                        | Тушин                                           | убит в 1913 година                              |
|                                                 | Георги Илиев                                    | –                                               | Берско                                          | Вещица                                          |                                                 |
|                                                 | Григор Николов                                  | 34                                              | Воденско                                        | Острово                                         |                                                 |
|                                                 | Дельо Петров                                    | 35                                              | Воденско                                        | Тушин                                           |                                                 |
|                                                 | Димитър Г. Тоцев                                | 28                                              | Воденско                                        | Воден                                           |                                                 |
|                                                 | Димитър Колев                                   | 25 (30)                                         | Воденско                                        | Долно Родиво                                    |                                                 |
|                                                 | Иван Георгиев                                   | 42                                              | Берско                                          | Вещица                                          | убит през 1913 година                           |
|                                                 | Иван Пецов                                      | 20                                              | Воденско                                        | Съботско                                        |                                                 |
|                                                 | Йордан Лазаров                                  | 29                                              | Софийско                                        | Ихтиман                                         |                                                 |
|                                                 | Кольо Станов                                    | 24                                              | Воденско                                        | Треболец                                        |                                                 |
|                                                 | Лазар Тонков                                    | 24                                              | Воденско                                        | Воден                                           |                                                 |
|                                                 | Михаил Ив. Занешев                              | 28 (23)                                         | Воденско                                        | Воден                                           |                                                 |
|                                                 | Никола Стоев                                    | 24                                              | Воденско                                        | Треболец                                        |                                                 |
|                                                 | Самуил Зърнев                                   | 21                                              | Воденско                                        | Воден                                           | носител на орден „За храброст“ IV степен        |
|                                                 | Таше Китков                                     | 23                                              | Воденско                                        | Воден                                           |                                                 |
|                                                 | Таше Христов                                    | 22                                              | Воденско                                        | Каменик                                         |                                                 |
|                                                 | Тома Николов                                    | 20                                              | Воденско                                        | Воден                                           |                                                 |
|                                                 | Яне Димов                                       | 22 (23)                                         | Воденско                                        | Тресино                                         |                                                 |

Подгонен е от новата гръцка власт, но успешно бяга. По-късно служи в 14 воденска дружина. След Първата световна война се преселва в България. След възстановяването на ВМРО е войвода на чета в Гевгелийско. През 1924 година участва като делегат на Солунския окръжен конгрес на ВМРО и е избран за запасен член на окръжното ръководство. Живее в Несебър заедно с братовчед си Димитър Занешев (революционер), но се разболява от туберкулоза и умира.